# Tomasz Pilarski

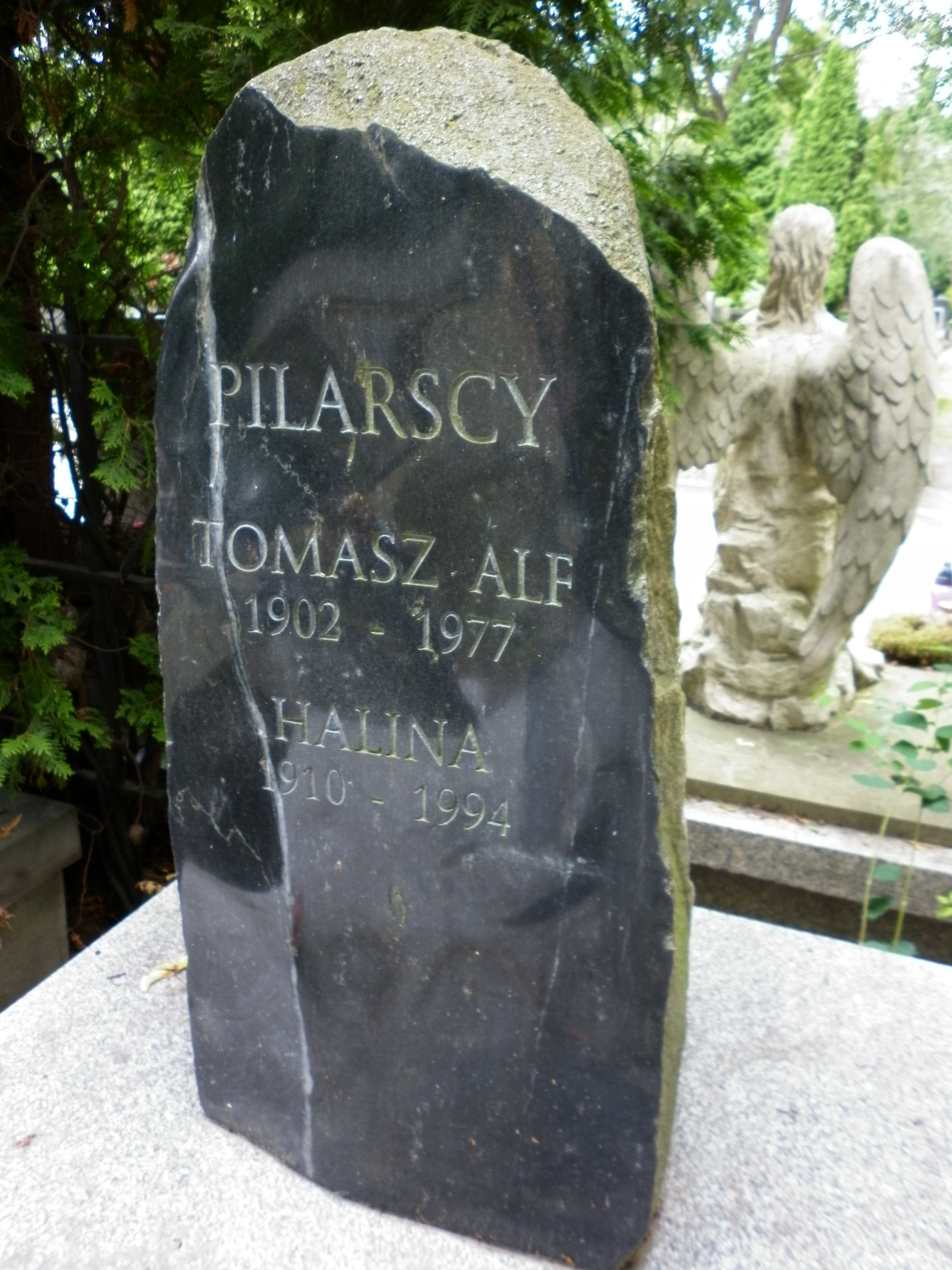
Grób Tomasza Pilarskiego na Cmentarzu Wojskowym na Powązkach, 23-06-2012 (kwatera B 35, rząd 2, grób 12)

Alfons Tomasz Pilarski, ps. Janson, Jan Rylski, Kompardt i inne (ur. 6 lipca 1902 w Leśnicy, zm. 3 lutego 1977 w Warszawie) – jeden z głównych animatorów anarchizmu w Polsce w okresie przedwojennym.

## Okres międzywojenny
Do 1933 działał na Górnym Śląsku w anarchosyndykalistycznym związku Freie Arbeiter-Union Deutschlands (FAUD).
W latach 1917–1921 pracował jako rysownik przy zarządzie rolniczym magistratu Raciborza.
W 1918 wstąpił do Komunistycznej Partii Górnego Śląska, a w 1919 do FAUD. Jeden z głównych organizatorów oporu przeciwko dochodzącemu do władzy Hitlerowi.
W 1929 założyciel paramilitarnej organizacji anarchistycznej Schwarze Scharen (Czarne Szeregi). W latach 1928–1932 redaktor czasopisma „Freiheit” we Wrocławiu i Raciborzu. Oskarżony o zdradę stanu wobec III Rzeszy, ukrywał się w Berlinie. Uciekł do Polski z pomocą polskiego dyplomaty. Uzyskał status uchodźcy politycznego. W latach 1933–1934 stypendysta Instytutu Badań Narodowościowych w Warszawie. Aktywny w Związku Związków Zawodowych, gdzie prowadził anarchosyndykalistyczną działalność (niejasne jest czy w sposób jawny, czy w konspiracji przed kierownictwem). W latach 1934–1936 był sekretarzem ZZZ w Zagłębiu Dąbrowskim. Od kwietnia 1939 członek Centralnego Wydziału ZZZ. Publikował we „Froncie Robotniczym” pod pseudonimem „Jan Rylski”. Od maja 1939 pracował w niemieckojęzycznej audycji antyhitlerowskiej Radia Katowice. W 1938 reprezentował anarchosyndykalistów polskich podczas kongresu IWA (Międzynarodowego Stowarzyszenia Robotników) w Paryżu. W lipcu 1939 został członkiem prezydium ZZZ.

## II wojna światowa
Po klęsce wrześniowej uciekł do Możejek pod Wilnem, wstąpił do Związku Walki Zbrojnej – Armii Krajowej, pracował jako urzędnik i fałszerz dokumentów dla podziemia. W roku 1942 wrócił do Warszawy, podawał się za obywatela Szwecji, brał czynny udział w akcji „N” dla frontu wschodniego (dezinformacja w prasie i ulotkach skierowana do niemieckich żołnierzy). Jego mieszkanie było skrzynką kontaktową dla Antoniego Chruściela „Montera”, komendanta AK w Warszawie. Wstąpił do Syndykalistycznej Organizacji „Wolność”, publikował w „Walce Ludu”. Brał udział w powstaniu warszawskim w szeregach Polskiej Armii Ludowej, 8 sierpnia został ranny. Następnie w Brygadzie Syndykalistycznej. Razem z Edwardem Wołonciejem brali udział w rozmowach dotyczących utworzenia Powstańczego Porozumienia Demokratycznego. 
Po upadku powstania został wraz z żoną Haliną i córką Joanną ewakuowany do Ojcowa pod Krakowem.

## Okres powojenny
Od stycznia 1945 pracował jako sekretarz ds. propagandy Okręgowego Komitetu Związków Zawodowych w Krakowie.
W czerwcu 1945 wyjechał na Śląsk, gdzie organizował odbudowę zakładów przemysłowych. Po wojnie utrzymywał kontakty z niemieckimi anarchosyndykalistami. W 1947 wstąpił do PPR, a następnie do PZPR. W latach 1948–1950 urzędnik w Ministerstwie Ziem Odzyskanych. Represjonowany, w 1950 wykluczony z PZPR z powodu tzw. odchyleń anarchistycznych. W 1953 przebywał w więzieniu bez wyroku. Pracował w Domu Słowa Polskiego i w Państwowej Centrali Handlu Książkami „Dom Książki” w Warszawie. Odmawiał przyjęcia orderów i honorowych odznaczeń. Zmarł 3 lutego 1977 w Warszawie i został pochowany na Powązkowskim Cmentarzu Wojskowym.

## Pilarszczyzna
Od 2004 roku w Raciborzu organizowana jest cykliczna impreza pod nazwą Pilarszczyzna, ku pamięci Tomasza Pilarskiego. W ramach spotkań odbywają się wykłady na temat historii ruchu robotniczego i anarchosyndykalizmu, aktualnych wydarzeń polityczno-społecznych, oraz projekcje filmów zaangażowanych społecznie, targi prasy niezależnej i koncerty.